# Monségur (Gironde)
Pour les articles homonymes, voir Monségur.
Pour l’article ayant un titre homophone, voir Montségur.
Monségur (Montsegur en gascon) est une commune du Sud-Ouest de la France, située dans le département de la Gironde, en région Nouvelle-Aquitaine.
Ses habitants sont appelés les Monségurais.

## Géographie

### Localisation

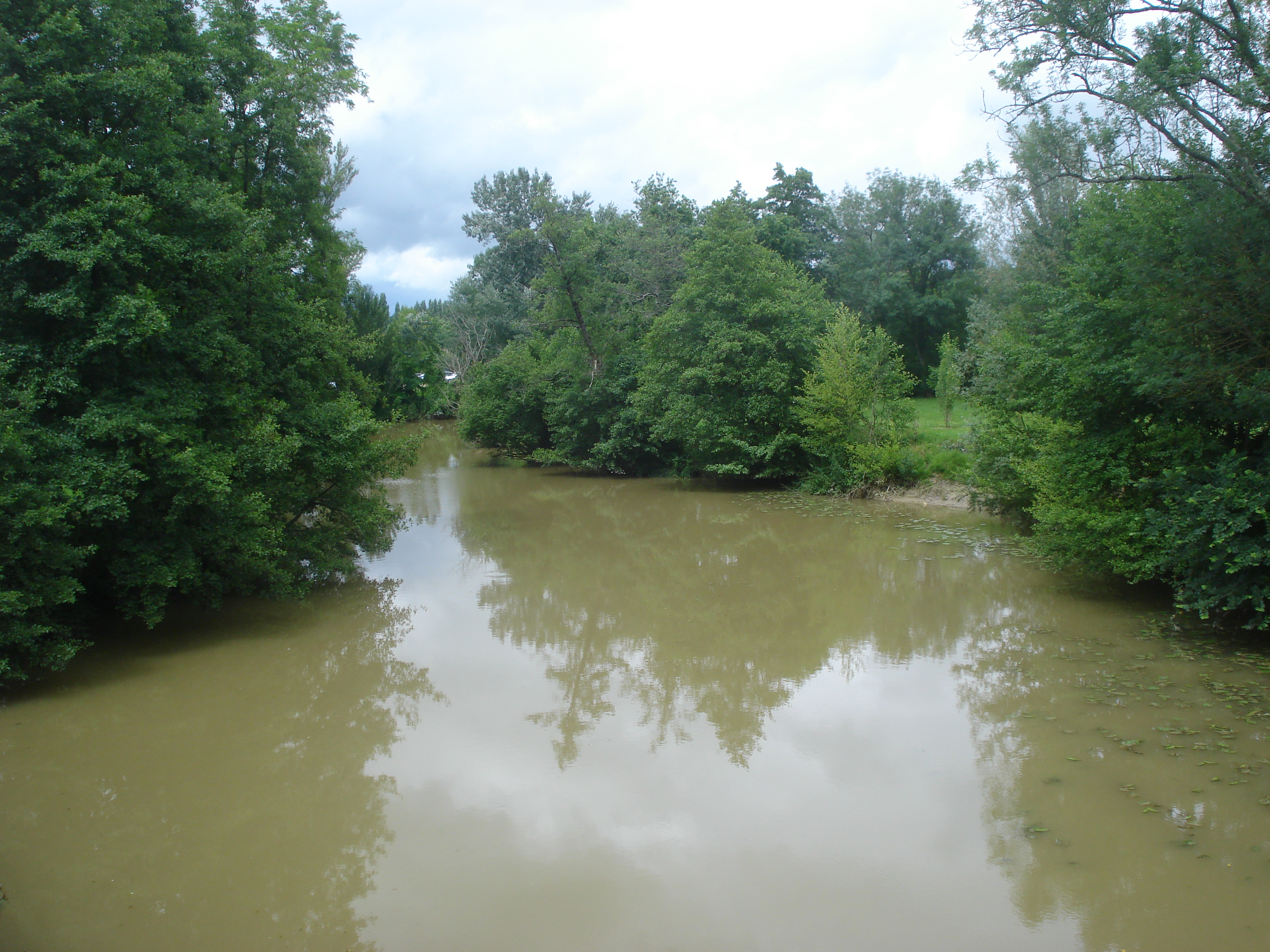
Le Dropt à Monségur.

Située en Guyenne au sud-est du département de la Gironde, Monségur est établie sur une hauteur dominant la vallée du Dropt, un affluent de la Garonne. La commune inclut également trois hameaux : la Contente, Sarot et Montignac.
Le bourg, implanté au croisement des routes départementales 16 et 668 (l'ancienne route nationale 668), se trouve, en distances orthodromiques, à 11 kilomètres au nord-est de La Réole et à 18 kilomètres au nord-nord-ouest de Marmande.
La commune est également desservie par les routes départementales 234 et 668E1.

### Communes limitrophes
Les communes limitrophes sont  Cours-de-Monségur, Dieulivol, Le Puy, Saint-Sulpice-de-Guilleragues, Saint-Vivien-de-Monségur et Sainte-Gemme.
| Le Puy                        | Dieulivol |                          |
| Saint-Sulpice-de-Guilleragues | Monségur  | Cours-de-Monségur        |
| Sainte-Gemme                  |           | Saint-Vivien-de-Monségur |

### Climat
Pour des articles plus généraux, voir Climat de la Nouvelle-Aquitaine et Climat de la Gironde.
Historiquement, la commune est exposée à un climat océanique aquitain.  
En 2020, Météo-France publie une typologie des climats de la France métropolitaine dans laquelle la commune est exposée à un climat océanique et est dans la région climatique  Aquitaine, Gascogne, caractérisée par une pluviométrie abondante au printemps, modérée en automne, un faible ensoleillement au printemps, un été chaud (19,5 °C), des vents faibles, des brouillards fréquents en automne et en hiver et des orages fréquents en été (15 à 20 jours).
Pour la période 1971-2000, la température annuelle moyenne est de 12,9 °C, avec une amplitude thermique annuelle de 15,2 °C. Le cumul annuel moyen de précipitations est de 795 mm, avec 11,1 jours de précipitations en janvier et 6,7 jours en juillet. Pour la période 1991-2020, la température moyenne annuelle observée sur la station météorologique la plus proche, située sur la commune de Talence à 14 km à vol d'oiseau, est de 14,3 °C et le cumul annuel moyen de précipitations est de 884,0 mm,. Pour l'avenir, les paramètres climatiques de la commune estimés pour 2050 selon différents scénarios d’émission de gaz à effet de serre sont consultables sur un site dédié publié par Météo-France en novembre 2022.

## Urbanisme

### Typologie
Au 1er janvier 2024, Monségur est catégorisée bourg rural, selon la nouvelle grille communale de densité à sept niveaux définie par l'Insee en 2022.
Elle est située hors unité urbaine et hors attraction des villes,.

### Occupation des sols

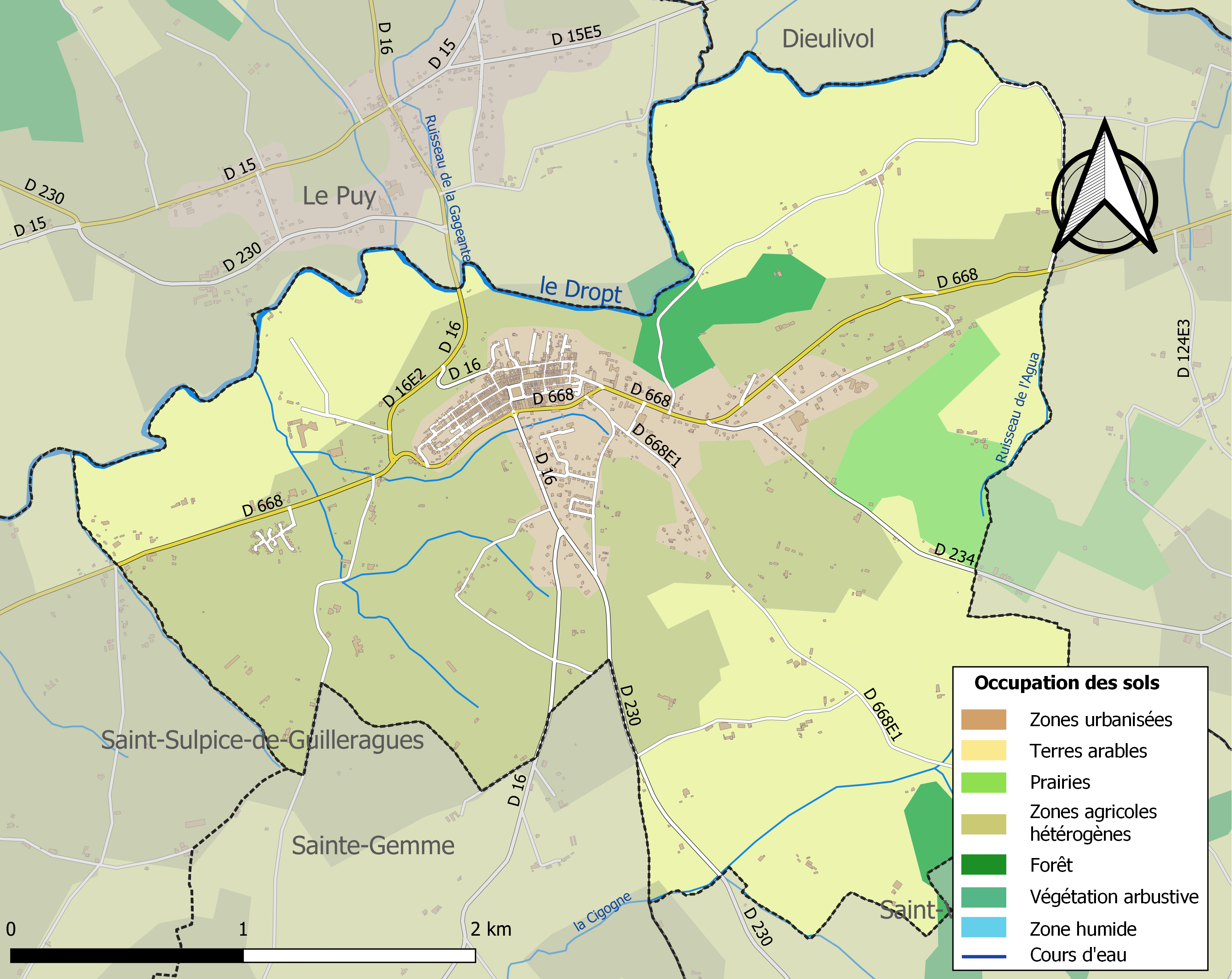
Carte des infrastructures et de l'occupation des sols de la commune en 2018 (CLC).

L'occupation des sols de la commune, telle qu'elle ressort de la base de données européenne d’occupation biophysique des sols Corine Land Cover (CLC), est marquée par l'importance des territoires agricoles (87,6 % en 2018), en diminution par rapport à 1990 (90,6 %). La répartition détaillée en 2018 est la suivante : 
terres arables (37,1 %), zones agricoles hétérogènes (37,1 %), cultures permanentes (9,6 %), zones urbanisées (9,4 %), prairies (3,7 %), forêts (3 %). L'évolution de l’occupation des sols de la commune et de ses infrastructures peut être observée sur les différentes représentations cartographiques du territoire : la carte de Cassini (XVIIIe siècle), la carte d'état-major (1820-1866) et les cartes ou photos aériennes de l'IGN pour la période actuelle (1950 à aujourd'hui).

### Risques majeurs
Le territoire de la commune de Monségur est vulnérable à différents aléas naturels : météorologiques (tempête, orage, neige, grand froid, canicule ou sécheresse), inondations et séisme (sismicité très faible). Un site publié par le BRGM permet d'évaluer simplement et rapidement les risques d'un bien localisé soit par son adresse soit par le numéro de sa parcelle.
Certaines parties du territoire communal sont susceptibles d’être affectées par le risque d’inondation par débordement de cours d'eau, notamment le Dropt. La commune a été reconnue en état de catastrophe naturelle au titre des dommages causés par les inondations et coulées de boue survenues en 1982, 1988, 1999, 2009 et 2018,.

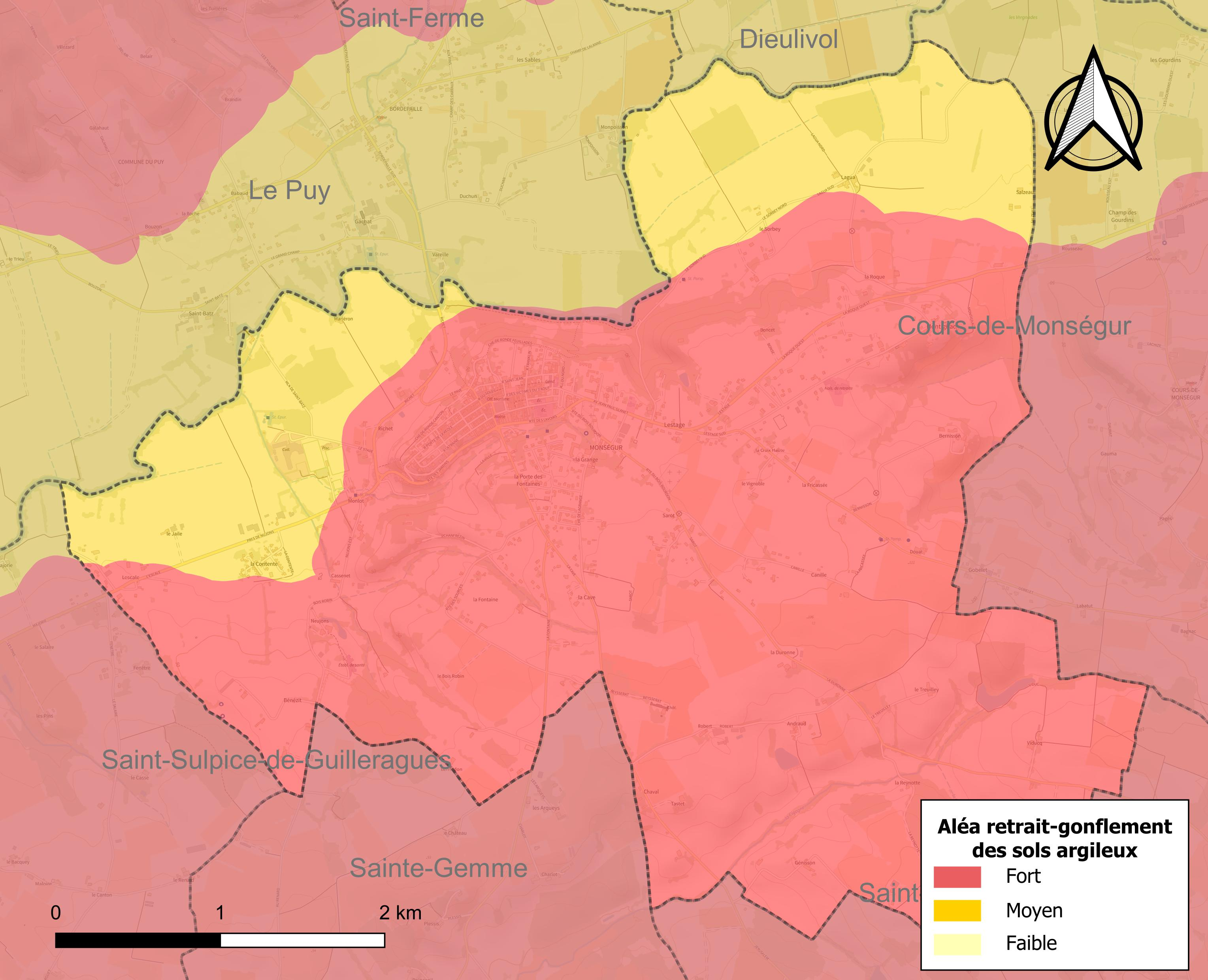
Carte des zones d'aléa retrait-gonflement des sols argileux de Monségur.

Le retrait-gonflement des sols argileux est susceptible d'engendrer des dommages importants aux bâtiments en cas d’alternance de périodes de sécheresse et de pluie. La totalité de la commune est en aléa moyen ou fort (67,4 % au niveau départemental et 48,5 % au niveau national). Sur les 755 bâtiments dénombrés sur la commune en 2019, 755 sont en aléa moyen ou fort, soit 100 %, à comparer aux 84 % au niveau départemental et 54 % au niveau national. Une cartographie de l'exposition du territoire national au retrait gonflement des sols argileux est disponible sur le site du BRGM,.
Par ailleurs, afin de mieux appréhender le risque d’affaissement de terrain, l'inventaire national des cavités souterraines permet de localiser celles situées sur la commune.
Concernant les mouvements de terrains, la commune a été reconnue en état de catastrophe naturelle au titre des dommages causés par des mouvements de terrain en 1999.

## Toponymie
Le nom de Monségur / Montsegur en gascon, est composé des deux mots gascons mont et ségur. Le premier, mont, a perdu son « t » final en français car il ne se prononce pas en gascon ; le deuxième, ségur, signifie « sûr ». Rien d'étonnant à cela quand on sait que la bastide anglaise est construite sur une colline surplombant la vallée du Dropt, offrant ainsi aux habitants une protection naturelle face à l’envahisseur.

## Histoire
Monségur est une bastide fondée en 1265 par la reine d'Angleterre, Éléonore de Provence.

Aire linguistique du saintongeais : Monségur se situe dans la petite Gavacherie, enclave de langue d'oïl en terre gasconne.

La tradition locale veut que Monségur et ses environs ont été repeuplés en partie, après la grande peste survenue au cours de la Guerre de Cent Ans, par un transfert massif de colons venus de la Saintonge, de l'Angoumois, du Poitou, de l'Aunis. Les documents assez nombreux à partir du XVe siècle indiquent plutôt une immigration progressive et continue. Cela a entraîné la constitution d'une enclave de langue d'oïl en terre gasconne, où on parle le saintongeais. Cette zone est appelée la Petite Gavacherie ou Gavacherie de Monségur, et sa langue est appelée par les gascons le gavai [ga.baj] ou gavach [ga.baʃ ] ; les habitants eux-mêmes appellent leur langue le marot, et considèrent le terme gavache comme une insulte. Le parler qui se développe dans ce territoire est d'origine saintongeaise, mais adopte de nombreux mots gascons ; aujourd'hui, il n'est pratiquement plus parlé.
Le 31 juillet et le 1er août 1562, lors des guerres de religion, la ville est assiégée et prise par Blaise de Montluc, à la tête de l’armée royale et des catholiques ; tous les défenseurs protestants sont massacrés.
À la Révolution, la paroisse Notre-Dame de Monségur et son annexe, Notre-Dame de Montignac, forment la commune de Monségur.

## Politique et administration
| Période                                  | Période       | Identité                             | Étiquette     | Qualité                                                               |
| ---------------------------------------- | ------------- | ------------------------------------ | ------------- | --------------------------------------------------------------------- |
| Les données manquantes sont à compléter. |               |                                      |               |                                                                       |
| ?                                        | ?             | Louis Bourgadieu                     | Centre        |                                                                       |
| ?                                        | ?             | Pierre Martaut                       | DVD           | Conseiller général (1951-1963)                                        |
| ?                                        | ?             | Yves Renard                          | CNIP          | Conseiller général (1967-1973)                                        |
| 1971                                     | 1978          | Robert-Étienne Servant               | PS            | Instituteur puis professeur de collège Conseiller général (1973-1978) |
| 1978                                     | mars 2008     | Bernard Dussaut                      | PS            | Artisan, sénateur (1989-2008) et conseiller général (1978-2015)       |
| mars 2008                                | mars 2014     | Jean-Louis Favereau                  | PS            | Conseiller municipal (1971-1989), adjoint au maire (1989-2008)        |
| mars 2014                                | novembre 2018 | Pascal Lavergne                      | PS puis LaREM | Agriculteur                                                           |
| novembre 2018                            | En cours      | Patrick Debruyne (réélu en mai 2020) | LaREM         |                                                                       |

### Communauté de communes
Le 1er janvier 2014, la communauté de communes du Monségurais ayant été supprimée, la commune de Monségur s'est retrouvée intégrée à la communauté de communes du Réolais en Sud Gironde siégeant à La Réole.

## Population et société

### Démographie
L'évolution du nombre d'habitants est connue à travers les recensements de la population effectués dans la commune depuis 1793. Pour les communes de moins de 10 000 habitants, une enquête de recensement portant sur toute la population est réalisée tous les cinq ans, les populations de référence des années intermédiaires étant quant à elles estimées par interpolation ou extrapolation. Pour la commune, le premier recensement exhaustif entrant dans le cadre du nouveau dispositif a été réalisé en 2007.

En 2022, la commune comptait 1 585 habitants, en évolution de +2,79 % par rapport à 2016 (Gironde : +6,91 %, France hors Mayotte : +2,11 %).
| 1793  | 1800  | 1806  | 1821  | 1831  | 1836  | 1841  | 1846  | 1851  |
| ----- | ----- | ----- | ----- | ----- | ----- | ----- | ----- | ----- |
| 1 571 | 1 440 | 1 469 | 1 328 | 1 344 | 1 486 | 1 523 | 1 592 | 1 639 |

| 1856  | 1861  | 1866  | 1872  | 1876  | 1881  | 1886  | 1891  | 1896  |
| ----- | ----- | ----- | ----- | ----- | ----- | ----- | ----- | ----- |
| 1 732 | 1 689 | 1 704 | 1 679 | 1 709 | 1 649 | 1 567 | 1 497 | 1 511 |

| 1901  | 1906  | 1911  | 1921  | 1926  | 1931  | 1936  | 1946  | 1954  |
| ----- | ----- | ----- | ----- | ----- | ----- | ----- | ----- | ----- |
| 1 522 | 1 510 | 1 404 | 1 267 | 1 307 | 1 260 | 1 251 | 1 396 | 1 443 |

| 1962  | 1968  | 1975  | 1982  | 1990  | 1999  | 2006  | 2007  | 2012  |
| ----- | ----- | ----- | ----- | ----- | ----- | ----- | ----- | ----- |
| 1 598 | 1 630 | 1 618 | 1 612 | 1 537 | 1 429 | 1 510 | 1 522 | 1 478 |

| 2017  | 2022  | - | - | - | - | - | - | - |
| ----- | ----- | - | - | - | - | - | - | - |
| 1 584 | 1 585 | - | - | - | - | - | - | - |

### Manifestations culturelles et festivités
- « Les 24 heures du swing », début juillet chaque année depuis 1990[31],[32].

## Culture locale et patrimoine

### Culture
L'esclapot de Monségur est un cartulaire municipal du XIVe siècle qui contient les chartes de la commune à partir de 1265, avec les privilèges accordés par les rois de France et d'Angleterre, leur traduction en gascon. L'ouvrage est constitué de deux tables de bois contenant quatre-vingt-trois feuillets manuscrits qui témoignent du fonctionnement administratif de la ville au Moyen Âge, de ses coutumes et de son histoire de 1265 à 1486.

### Lieux et monuments

#### Patrimoine religieux
- L'église Notre-Dame, gothique a été érigée à la fin du XIIIe siècle, en même temps que la bastide. Elle a été rénovée au XIXe siècle en néogothique. Le portail ouest, le clocher et la voûte datent de cette époque[35]. Elle est inscrite au titre des monuments historiques depuis 1925[36].
- La croix de la Passion date de 1808. Elle est inscrite au titre des monuments historiques en 2011[37].
- À l'angle des routes départementales 234 et 668, statue monumentale représentant l'Immaculée Conception.

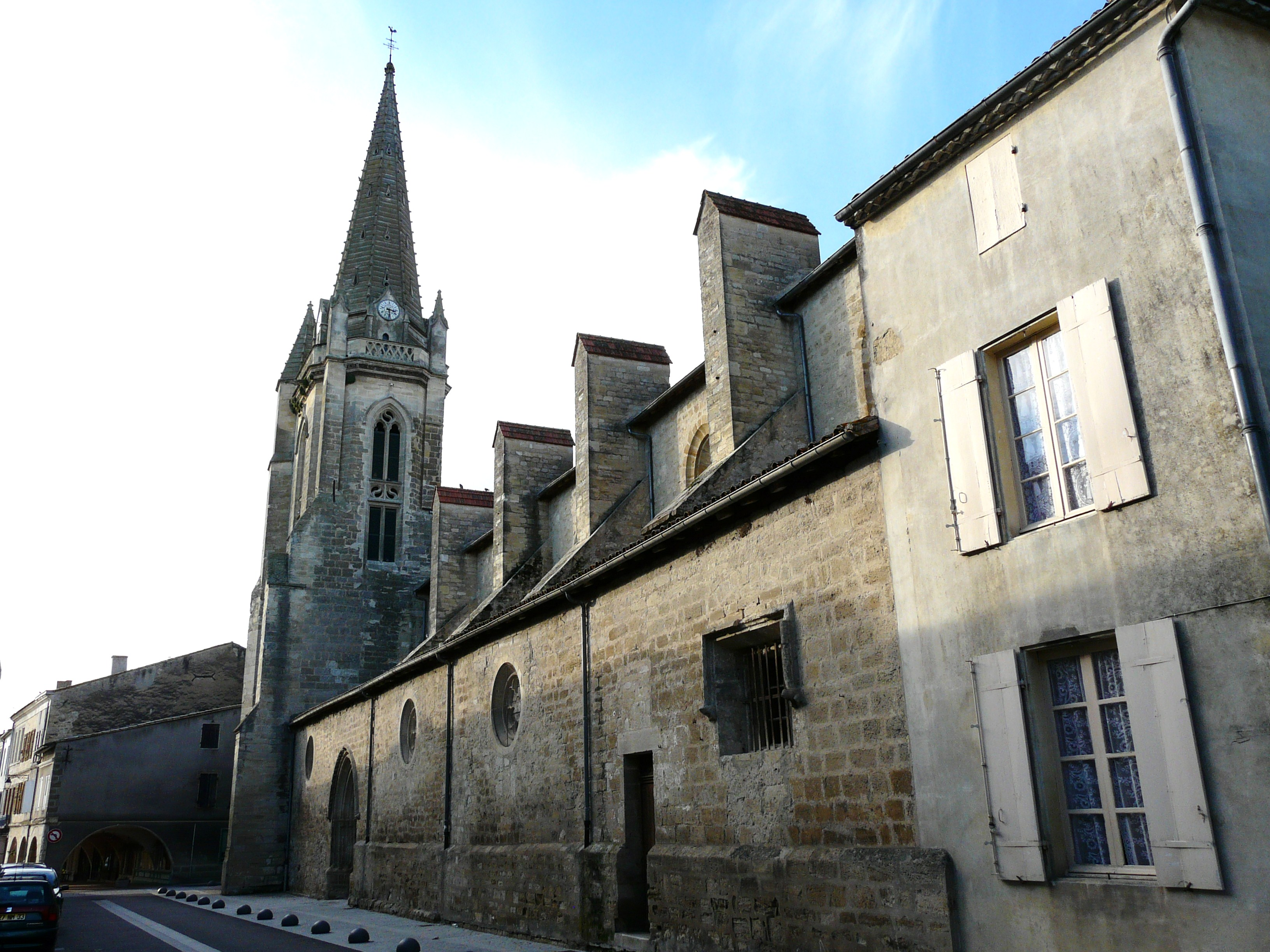
L'église Notre-Dame.
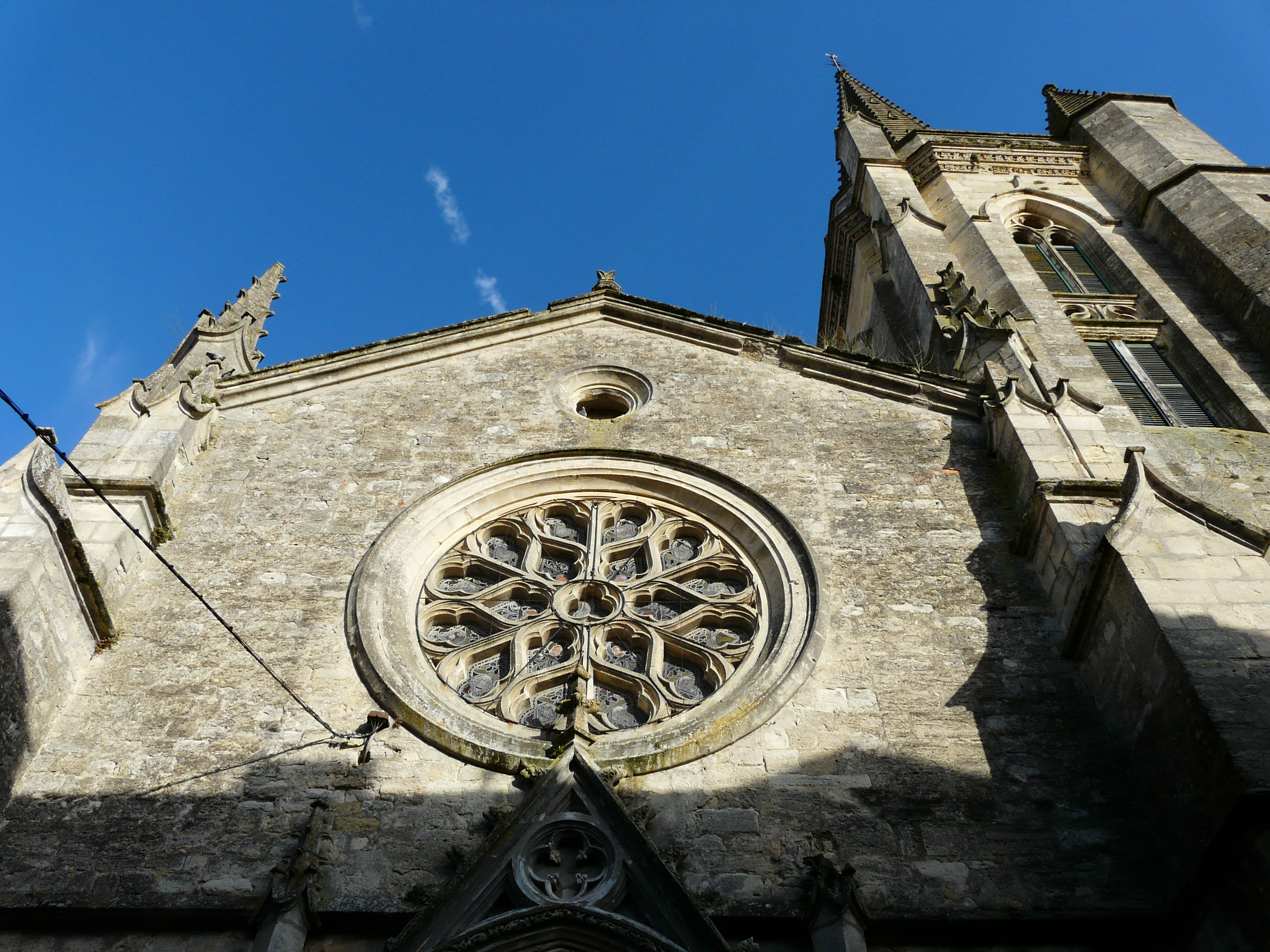
La rosace du portail ouest et le clocher néogothiques.
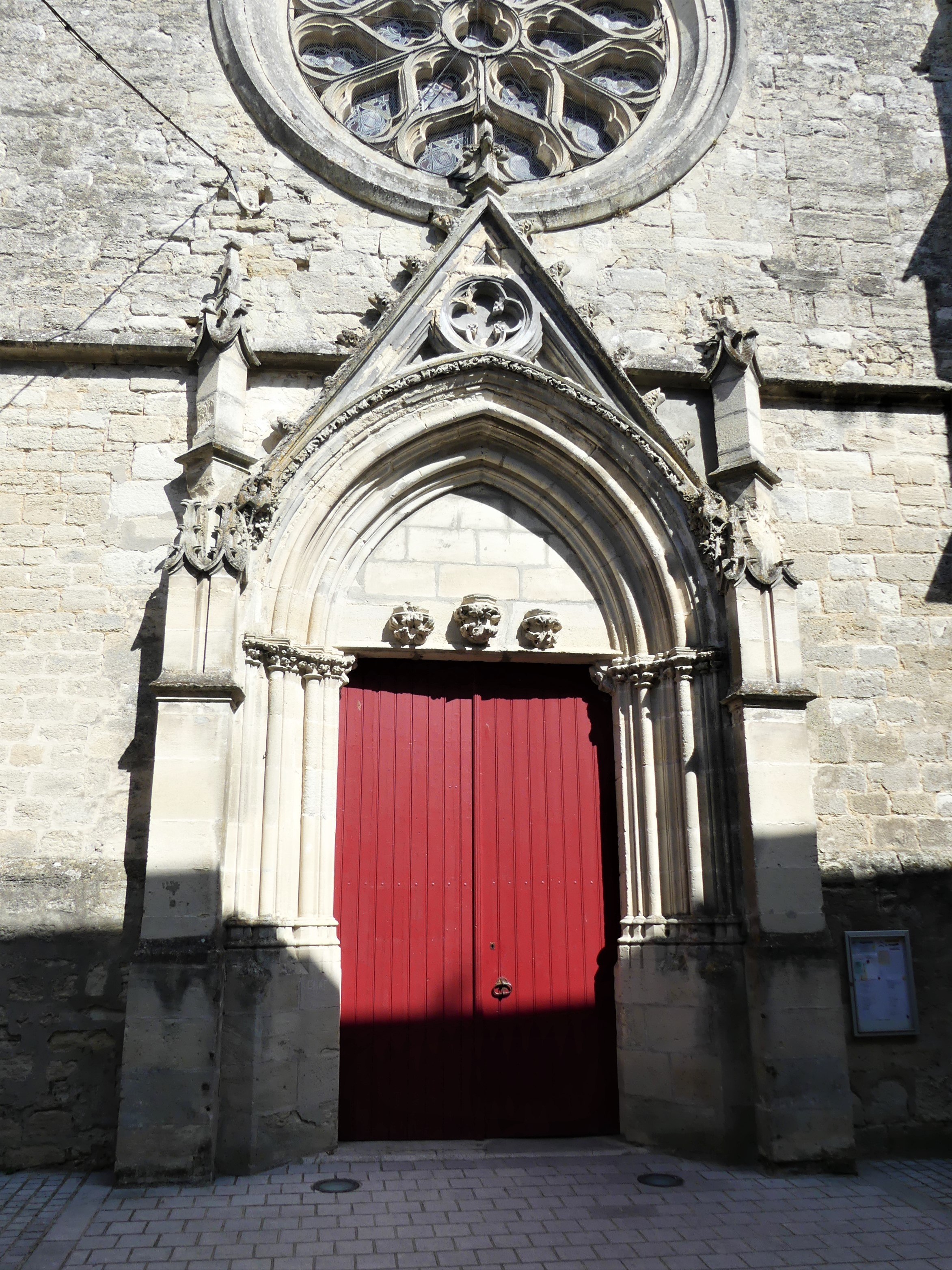
Le portail ouest.
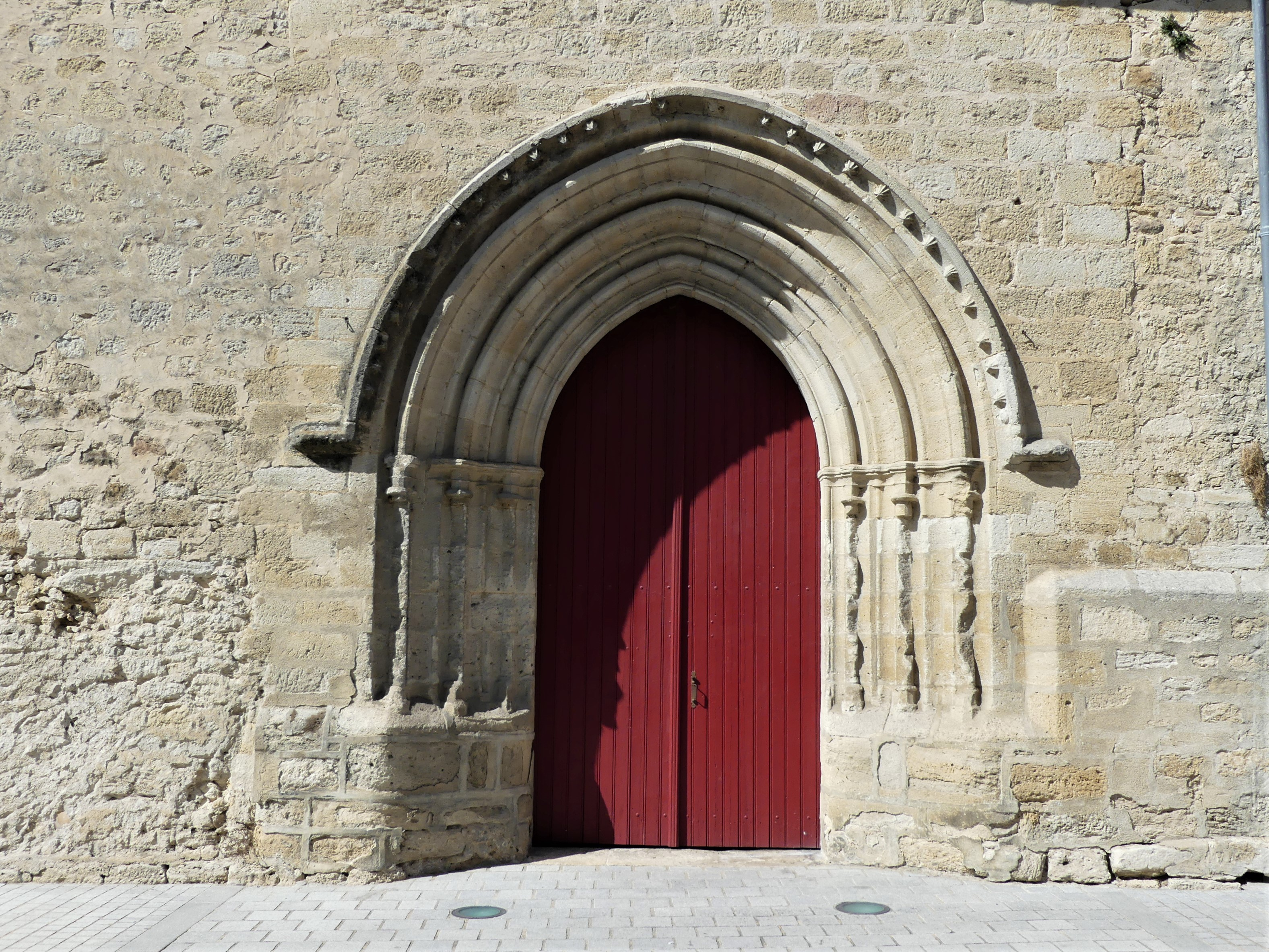
Le portail sud.
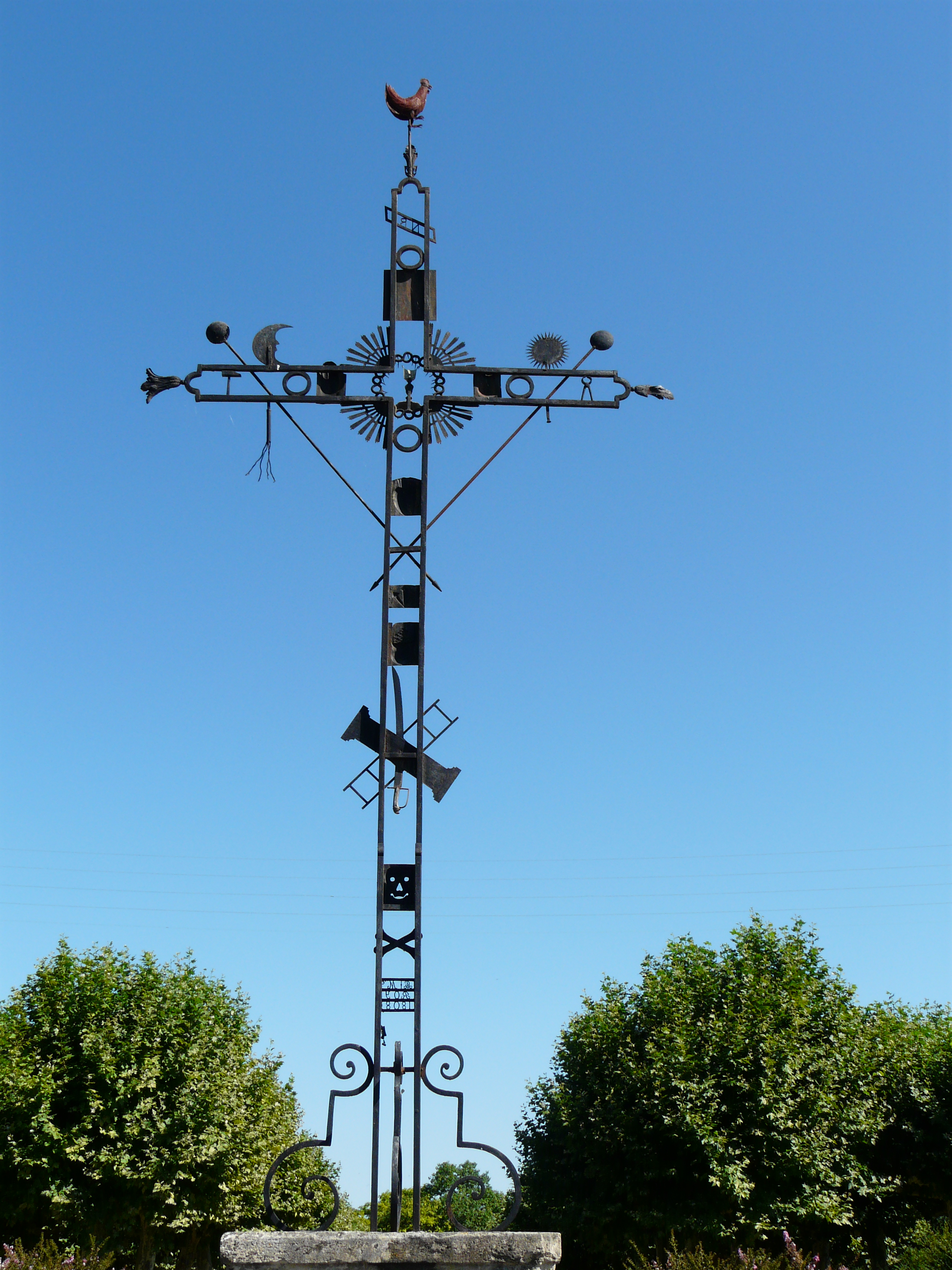
La croix de la Passion.
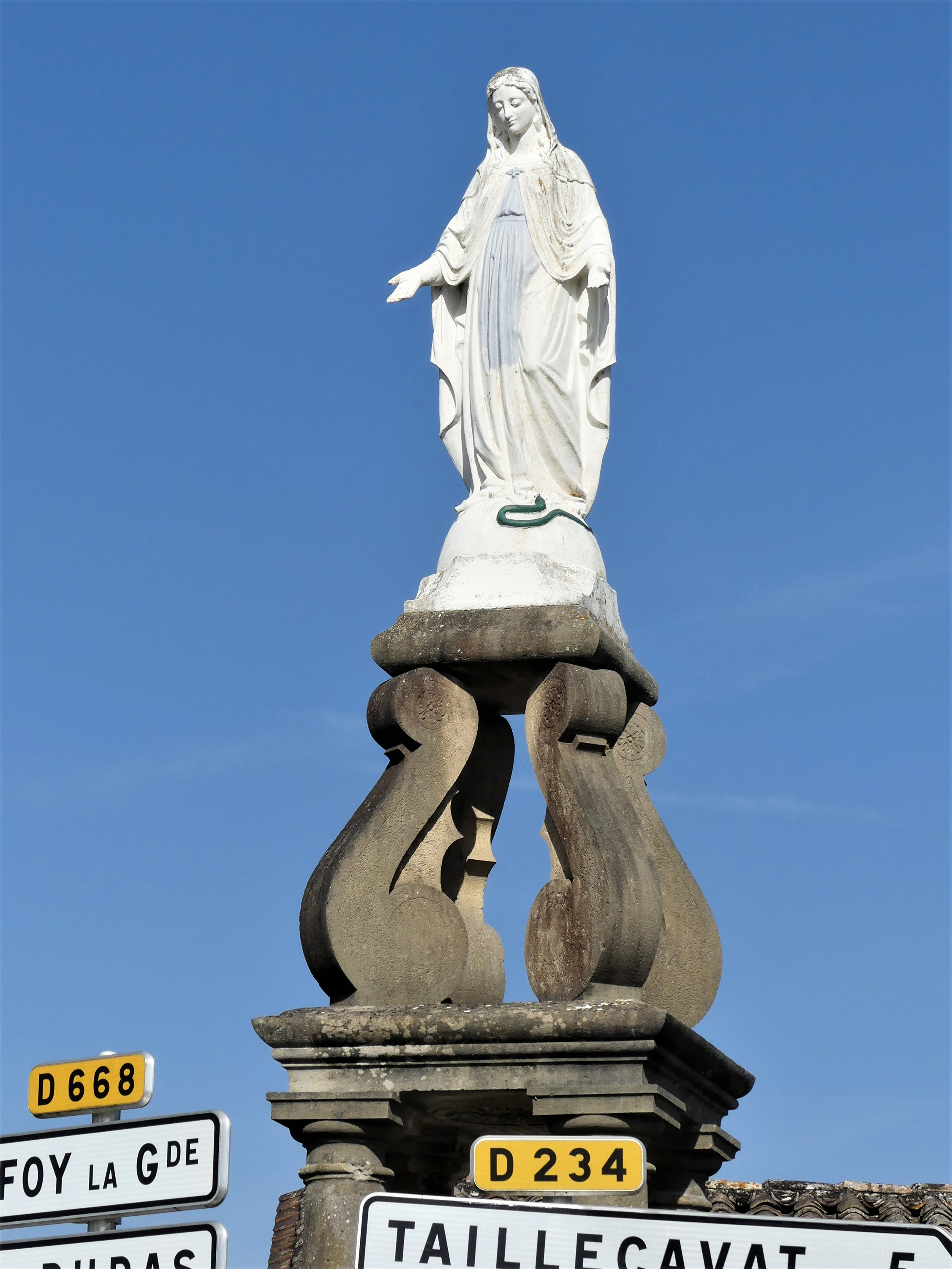
Statue monumentale représentant l'Immaculée Conception.

#### Patrimoine civil ou militaire
- La halle du XIXe siècle, très bel exemple d'harmonisation entre la fonte et le verre, a été construite en deux temps : d'abord les galeries extérieures en 1866 avec un square en leur centre, puis à la place de ce dernier une halle couverte en 1897 pour abriter la totalité des marchands forains[38]. Elle est inscrite au titre des monuments historiques en 2011[39].
- La place de la halle et ses galeries à arcades.
- La Tour du Gouverneur de style gothique flamboyant.
- Les maisons à pans de bois.
- Les ruets (ruelles parallèles aux voies principales) et leurs maisons et granges anciennes.
- Maison, 24 rue Porte-de-La-Réole
- Le chemin de ronde et les remparts. Le chemin de ronde fait le tour de la bastide sur 1 800 mètres.

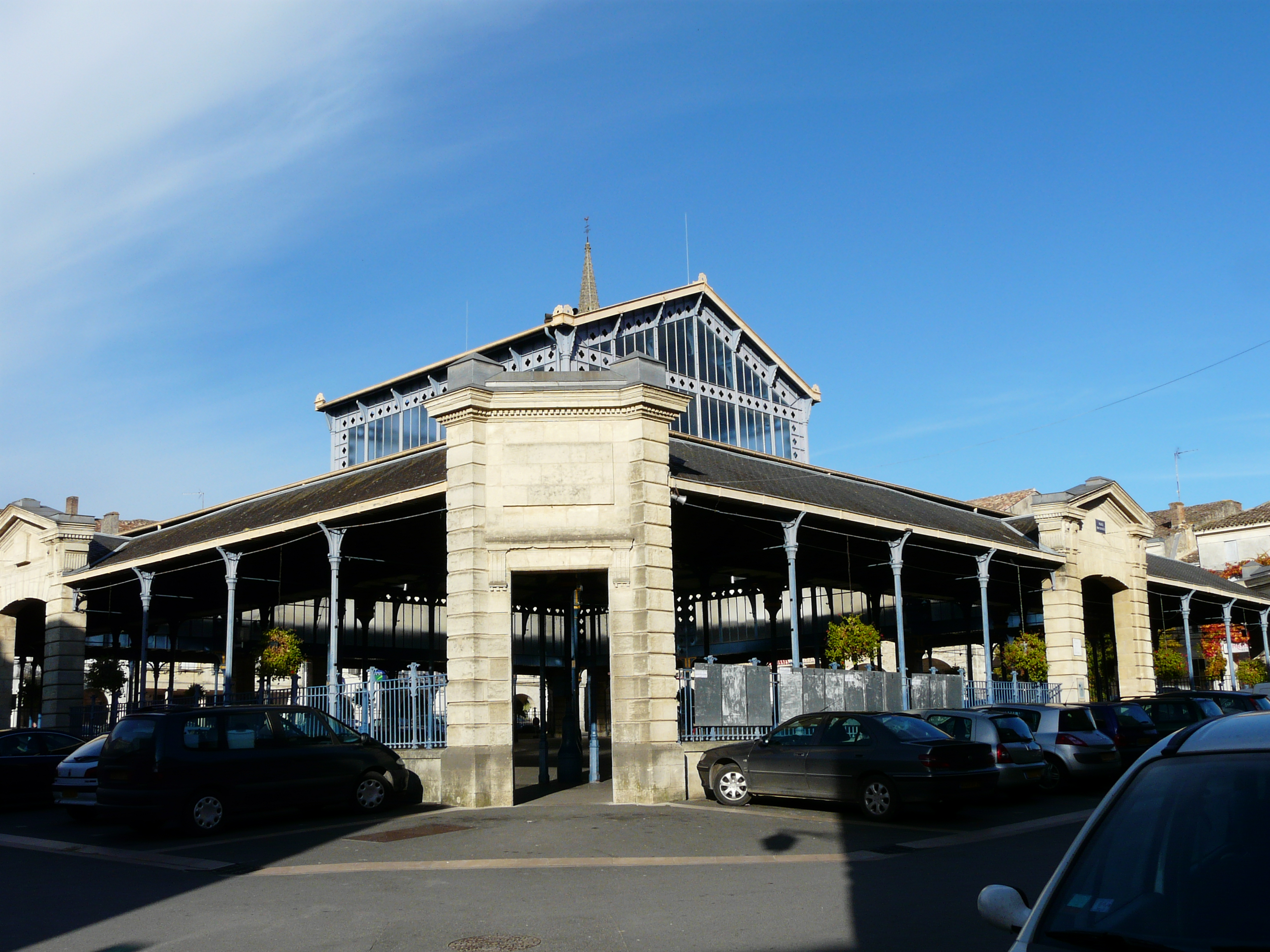
La halle
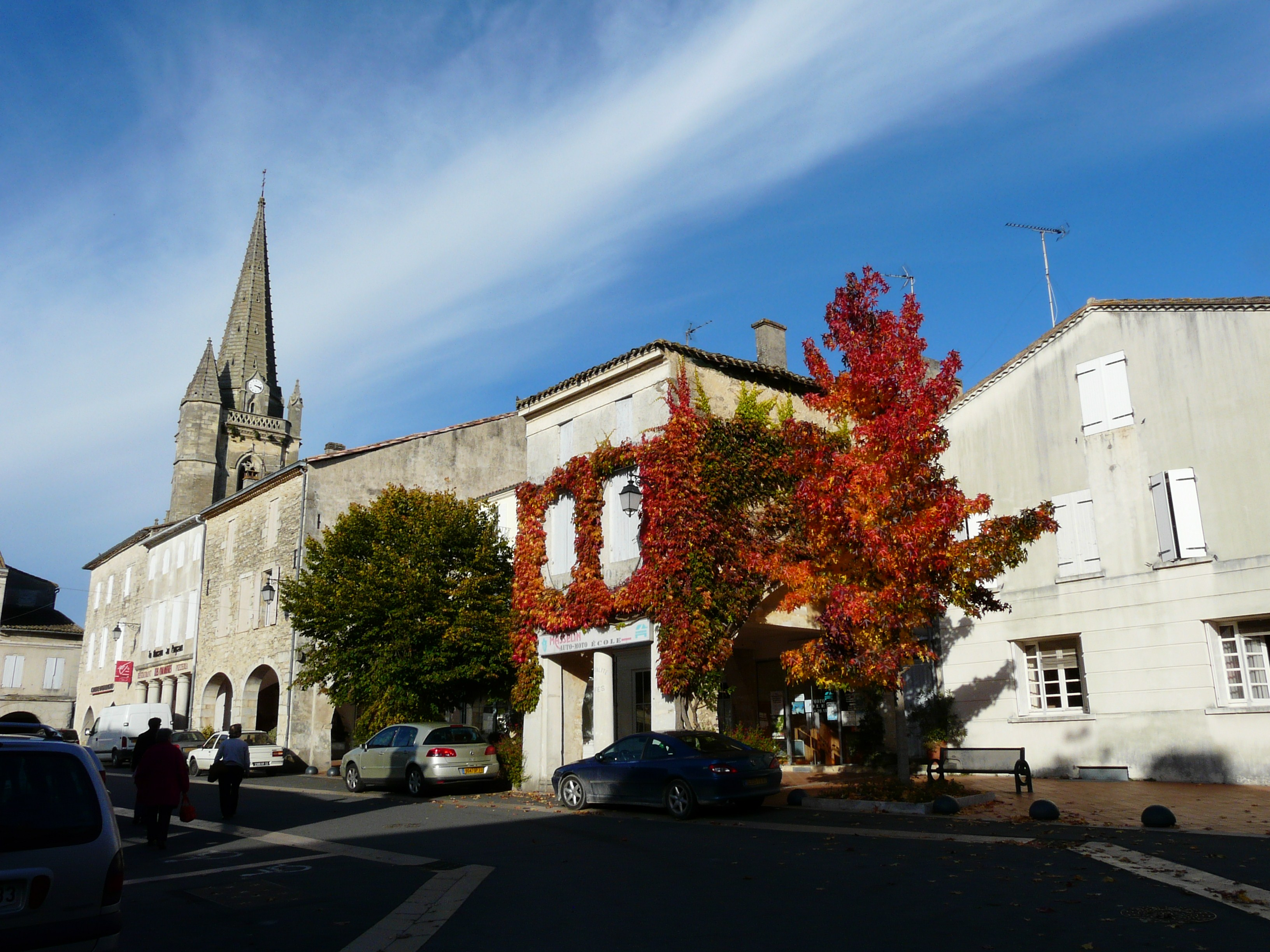
Couleurs d'automne, place de la Halle
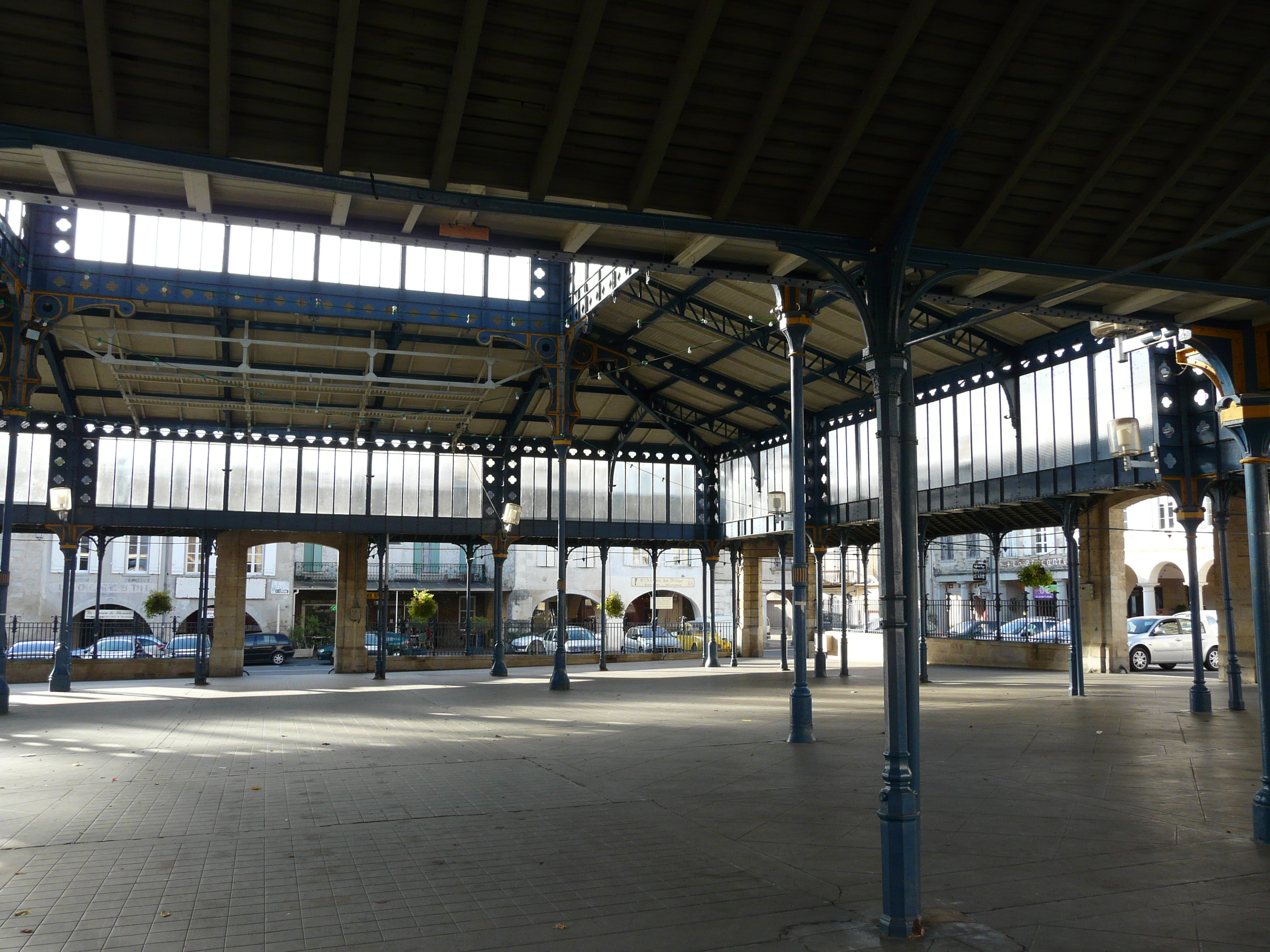
L'intérieur de la halle
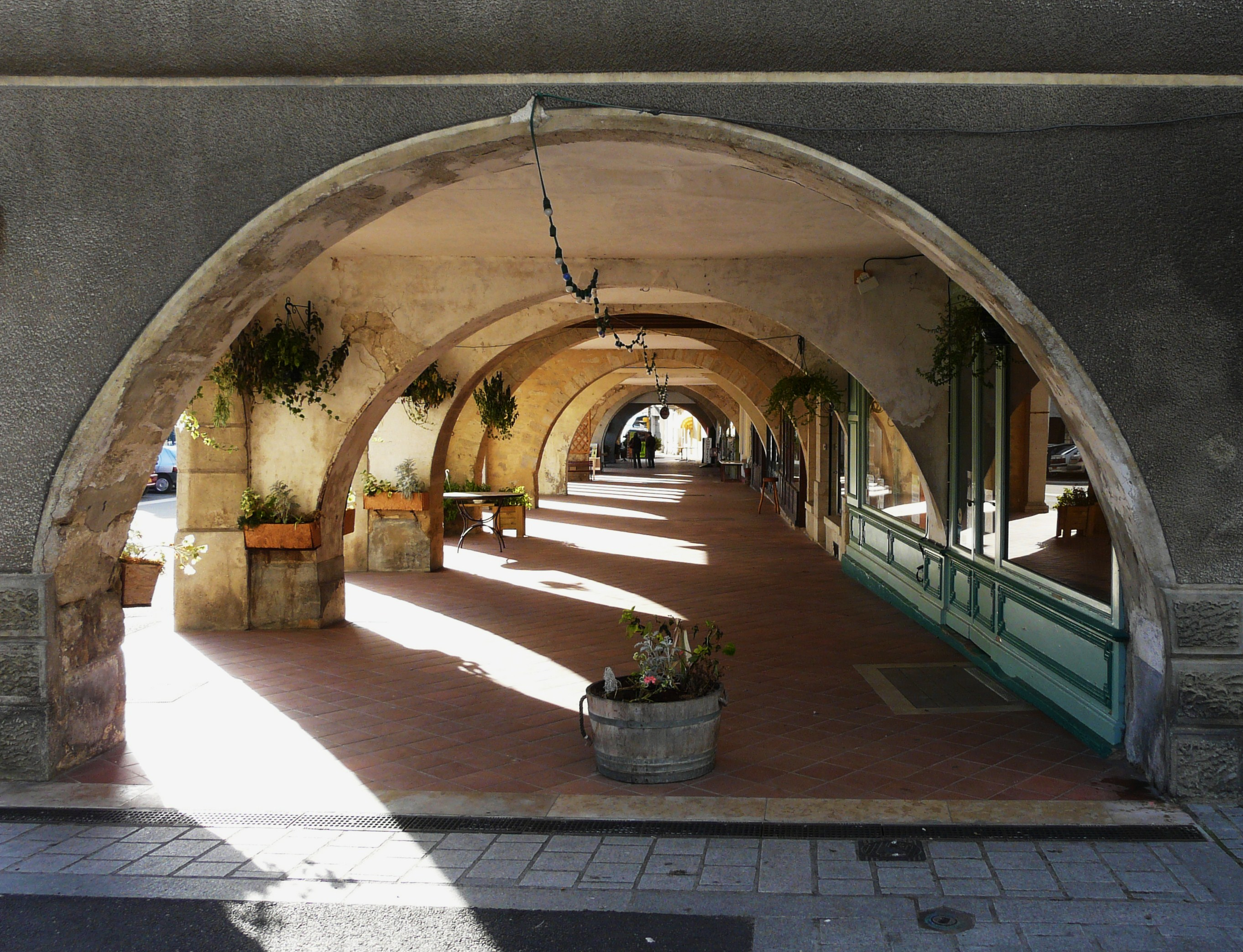
Galerie à arcades, place de la Halle
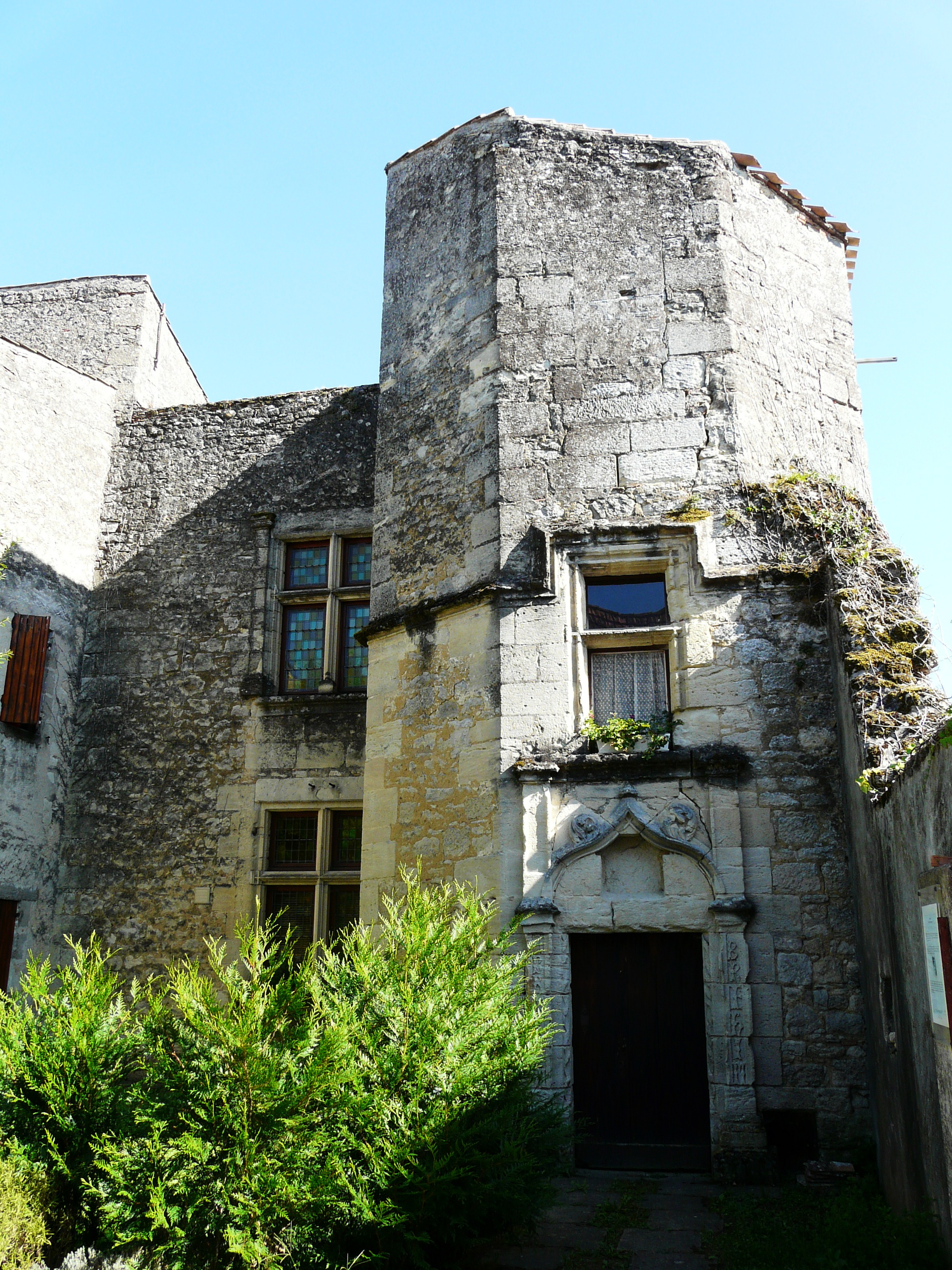
La tour du Gouverneur
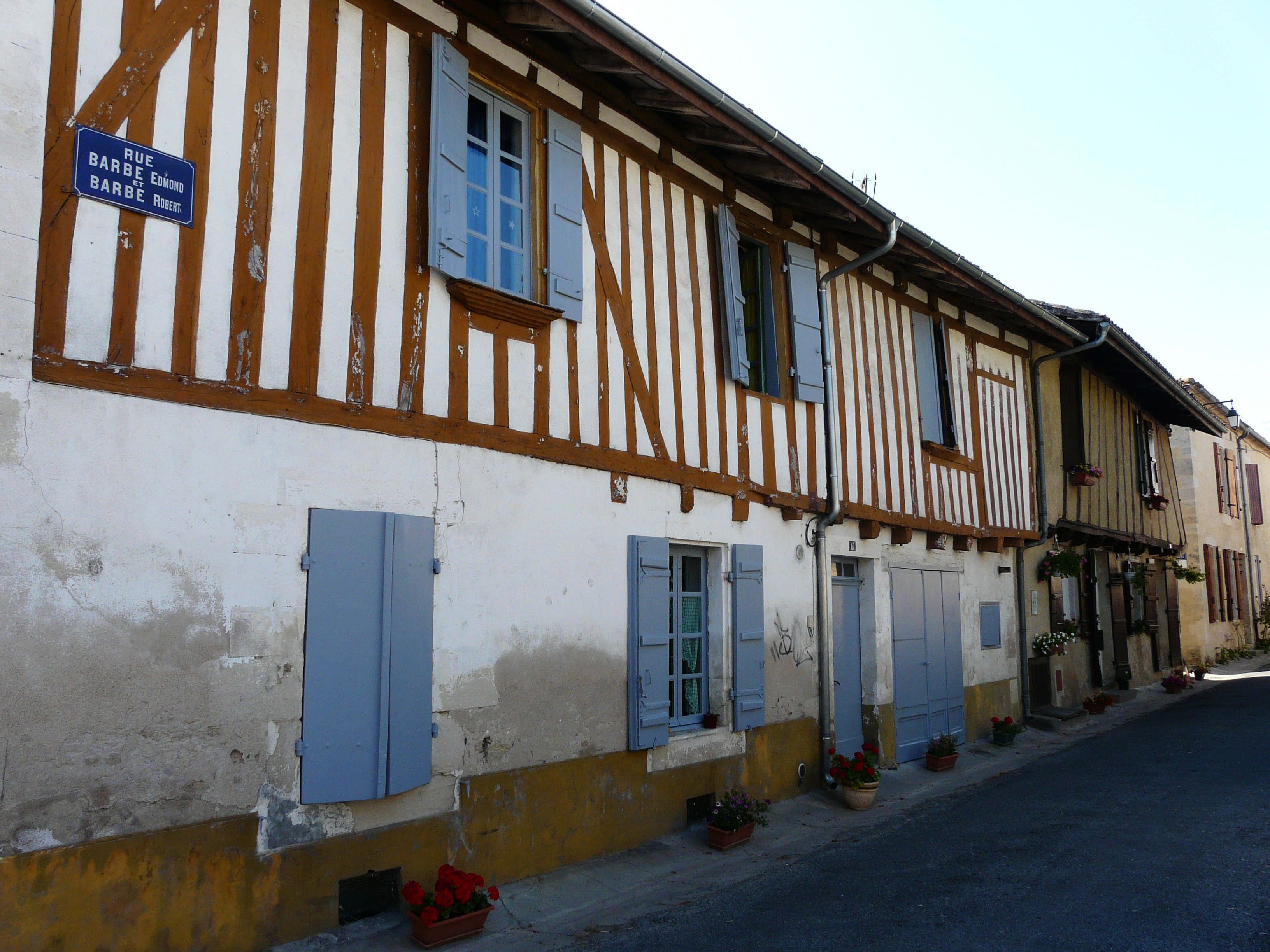
Des maisons à colombages
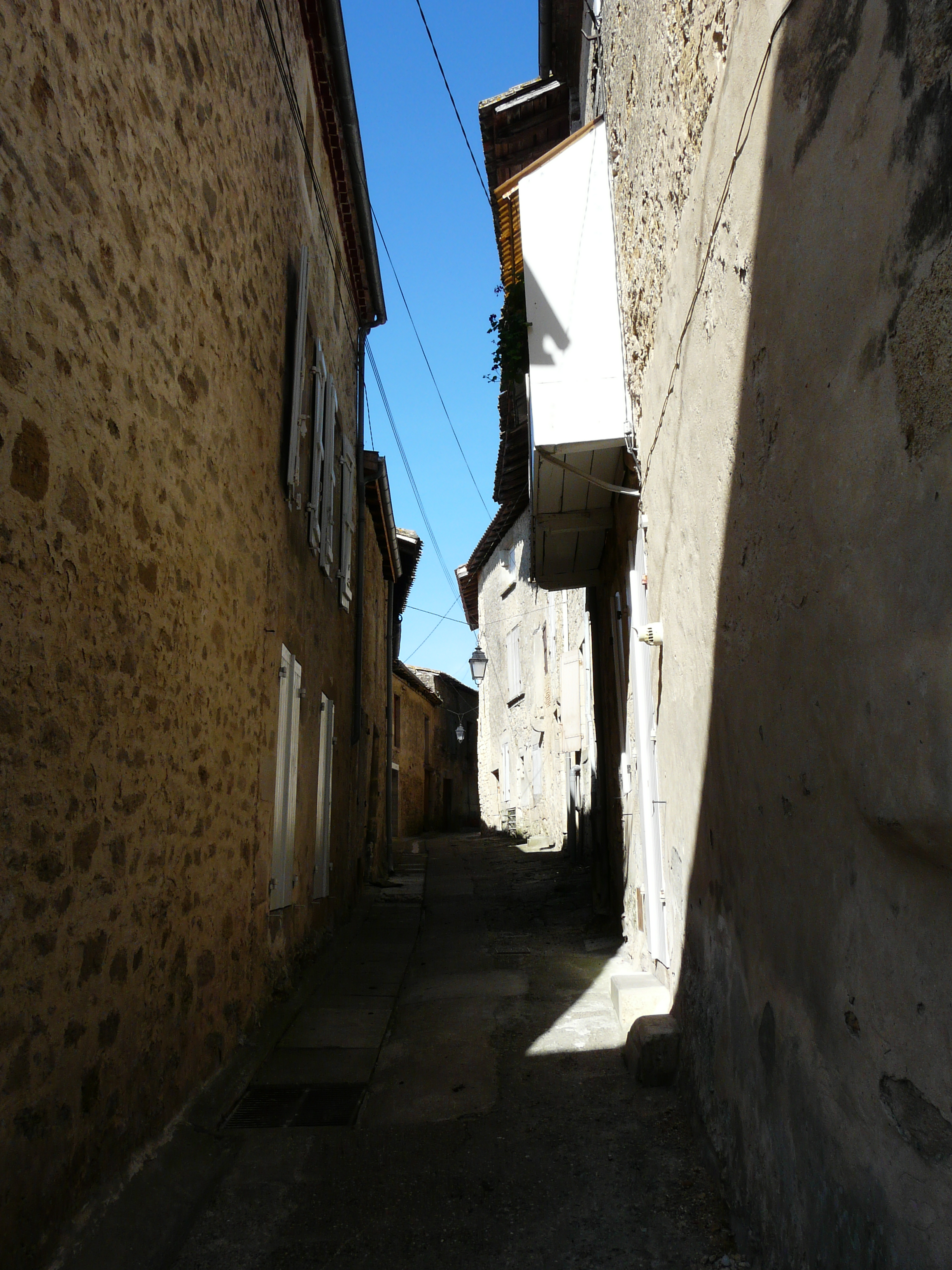
Le ruet du Soleil
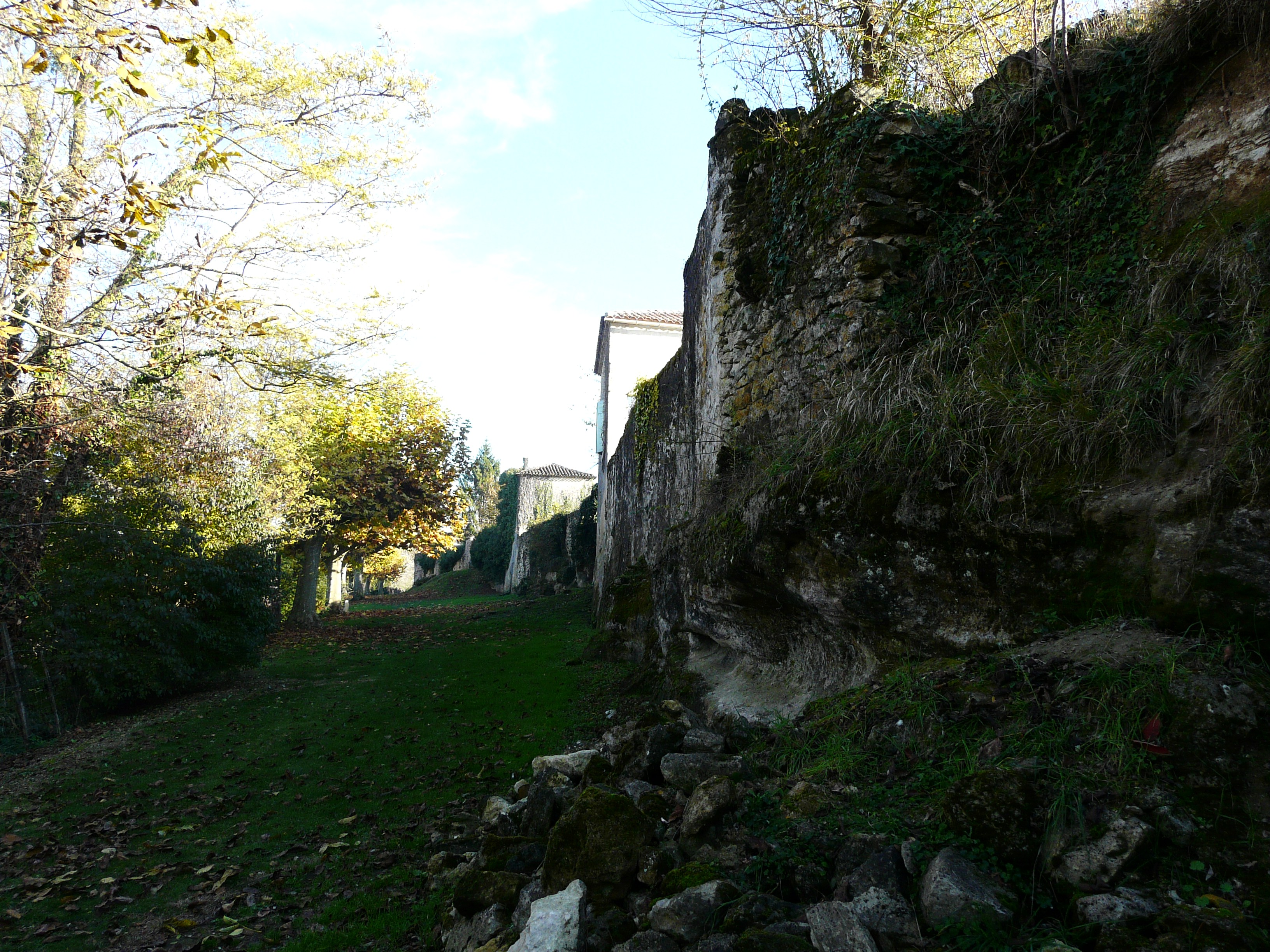
Le chemin de ronde et les remparts
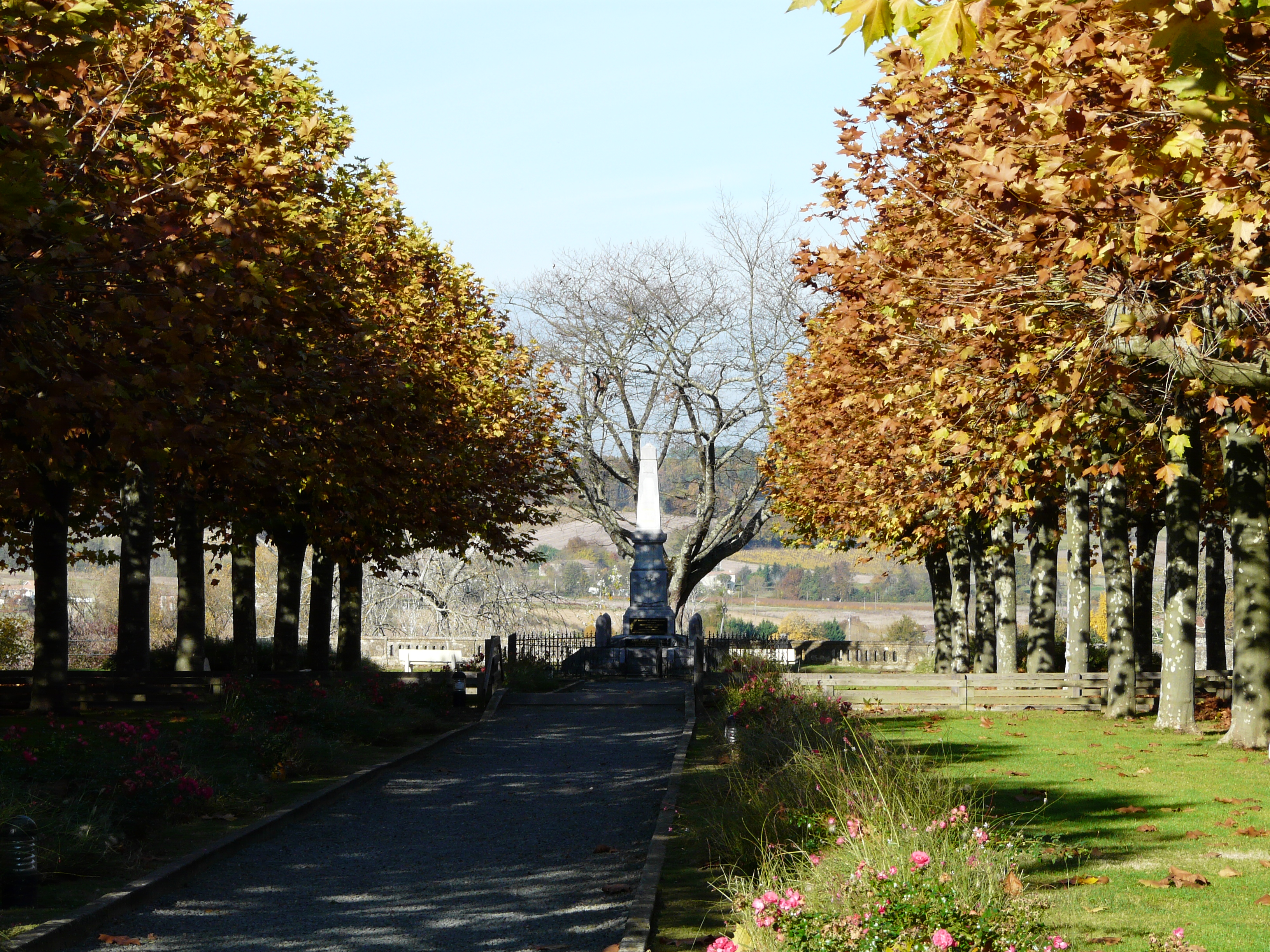
L'esplanade et le monument aux morts

### Personnalités liées à la commune
- Éléonore de Provence (1223 - 1291), une princesse de Provence et reine d'Angleterre
- Gabriel de Guilleragues (1628-1685), ambassadeur de Louis XIV à Constantinople.
- Mgr Louis Faurie (1824-1871), vicaire apostolique du Kouy-tcheou et missionnaire français né à Monségur.
- Marcel Issartier (1888-1914), fondateur de l'aéroport de Bordeaux - Mérignac.
- Mildred Bendall (1891-1977), peintre, avait une maison à Monségur, qu'elle a représentée sur des peintures.
- Robert Darniche (1910-1944), résistant français, responsable du secteur Monségur.
- Philippe Constantin (1944-1996), un des pionniers du rock en France. Le Prix Constantin a été nommé en son honneur.
- Georges Rouhet (1854-1944), médecin et vétérinaire du canton de Monségur, « créateur de la méthode naturelle de culture physique »[Note 4] dont le buste, œuvre de Joseph Rivière, a été érigé à Monségur, à l'angle de la route des Lavoirs (RD 668) et de l'avenue Porte-des-Tours[40].

### Événements
- Marché nocturne tous les mercredis de mi-juin à mi-septembre depuis 2007.

### Héraldique
| Blason de Monségur (Gironde) | Blason  | Parti, au 1er de gueules à un arbre d'abondance d'argent de six branches, 3 et 3, ployées et fruitées chacune d'une pièce d'or, posé sur un mont isolé du même ; au 2e d'azur à une porte fortifiée de deux tours d'argent, ouverte du champ, surmontée de la lettre L d'or, accompagné en chef de trois fleurs de lis mal ordonnées du même et en pointe d'un croissant d'argent. Différences entre dessin et blasonnement : Les six branches sont dites 3 et 3, mais sont dessinées 2, 2 et 2. |
| Blason de Monségur (Gironde) | Détails | Le statut officiel du blason reste à déterminer. |